# Rosoș, Teceu
Rosoș (în ucraineană Росош) este un sat în comuna Krîciovo din raionul Teceu, regiunea Transcarpatia, Ucraina.

## Demografie
Componența lingvistică a localității Rosoș
     Ucraineană (99,71%)
     Alte limbi (0,29%)
Conform recensământului din 2001, majoritatea populației localității Rosoș era vorbitoare de ucraineană (99,71%), existând în minoritate și vorbitori de alte limbi.